# アンナ・クルンプケ
アンナ・クルンプケ（Anna Elizabeth Klumpke または Anna Elisabeth Klumbke、Anna Klumpke、1856年10月28日 - 1942年2月9日）はアメリカ合衆国生まれの画家である。

## 略歴
サンフランシスコで生まれた。両親はドイツ系の移民で 不動産業者として成功した裕福な家庭に生まれた。姉妹に、天文学者となったドロセア・クルンプケ＝ロバーツ（Dorothea Klumpke）、バイオリニストのジュリア・クルンプケ（Julia Klumpke）、神経学者のオーガスタ・デジェリン・クルンプケ（Augusta Déjerine-Klumpke）がいる。幼い時代の事故の後遺症の治療を、ベルリンの外科医、ランゲンベック教授から受けるために、母親は姉妹たちを連れてベルリンに移り、アンナは18ヶ月の治療を行った。15歳の時に両親は離婚し、母親の妹が結婚して住んでいたゲッチンゲンに移り、17歳になった時、スイスのクララン（Clarens）に移った。
何年か家庭で学んだ後、1877年に家族とパリに移り、人気画家のピエール・オーギュスト・コットに学んだ。1883年から私立美術学校のアカデミー・ジュリアンに入学し、トニ・ロベール＝フルーリーやジュール・ジョゼフ・ルフェーブルに学んだ。サロン・ド・パリに出展するようになった。
1889年に高名になっていた女性画家、ローザ・ボヌール（1822-1899）の通訳を務めたことから知り合い、肖像画を描くことを申し出た。ボヌールはそれを喜び、子供のいなかったボヌールのフォンテーヌブローの近の邸宅に、彼女のためのスタジオが作られ10年間、共に暮らすこととなった。ボーヌルが没した後、ボヌールの遺産の管理者となった。ボーヌールの作品を、国に寄付してローザ・ボヌール美術館の設立に貢献し、ボヌールの回想録を1908年に出版した。
ボヌールの没後も、画家として成功し、1904年のセントルイス万国博覧会では銅賞を受賞し、1924年にフランス政府から、レジオンドヌール勲章（シュヴァリエ）を受勲した。1932年からサンフランシスコで暮らすようになった。自伝を執筆し、1940年に" Memoirs of an Artist"として出版された。サンフランシスコで1939年から開かれた国際展示会、Golden Gate International Expositionに出展したのが最後の出展となった。

## 作品

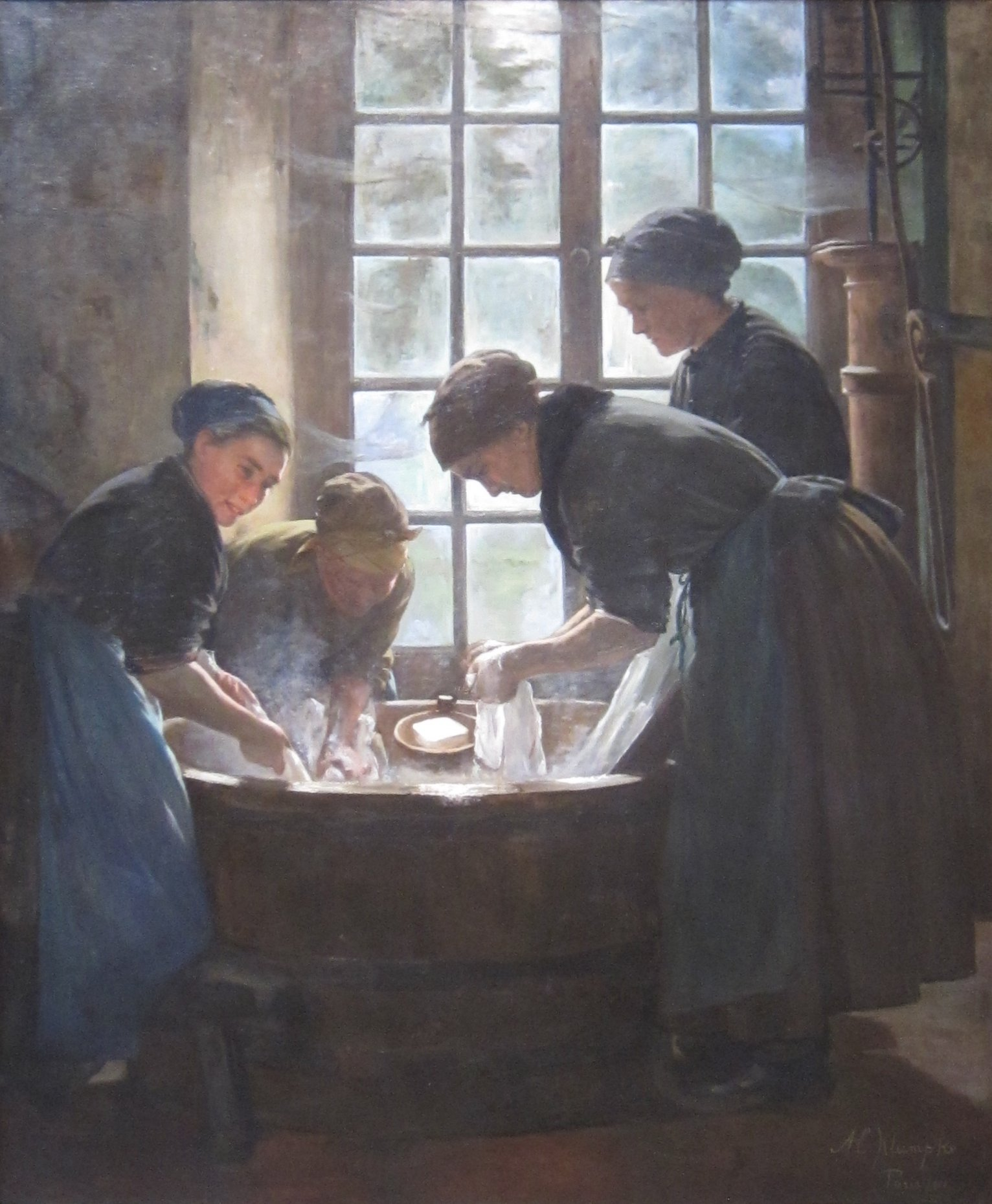
共同洗濯場で (1888)
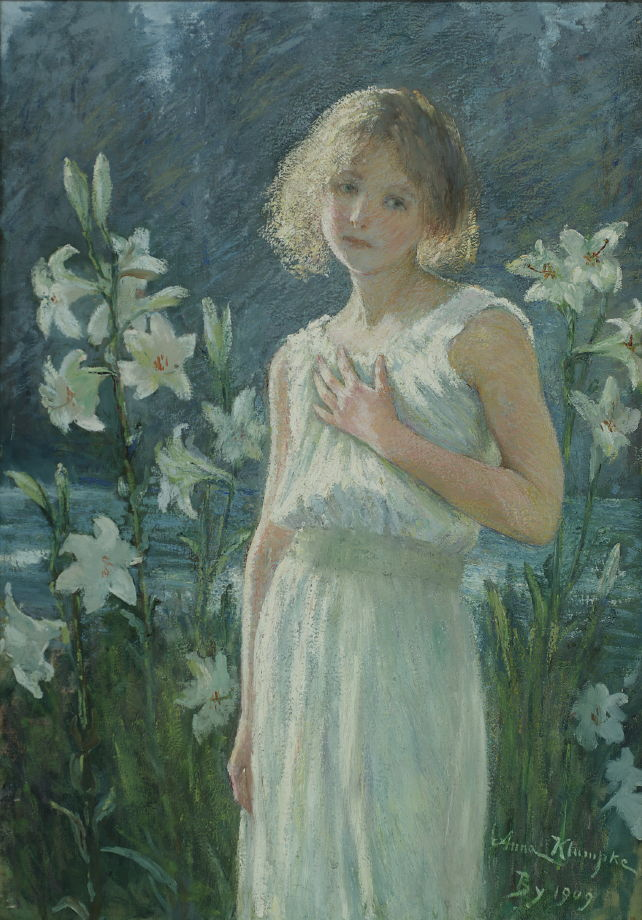
ユリの間の女性(1909)
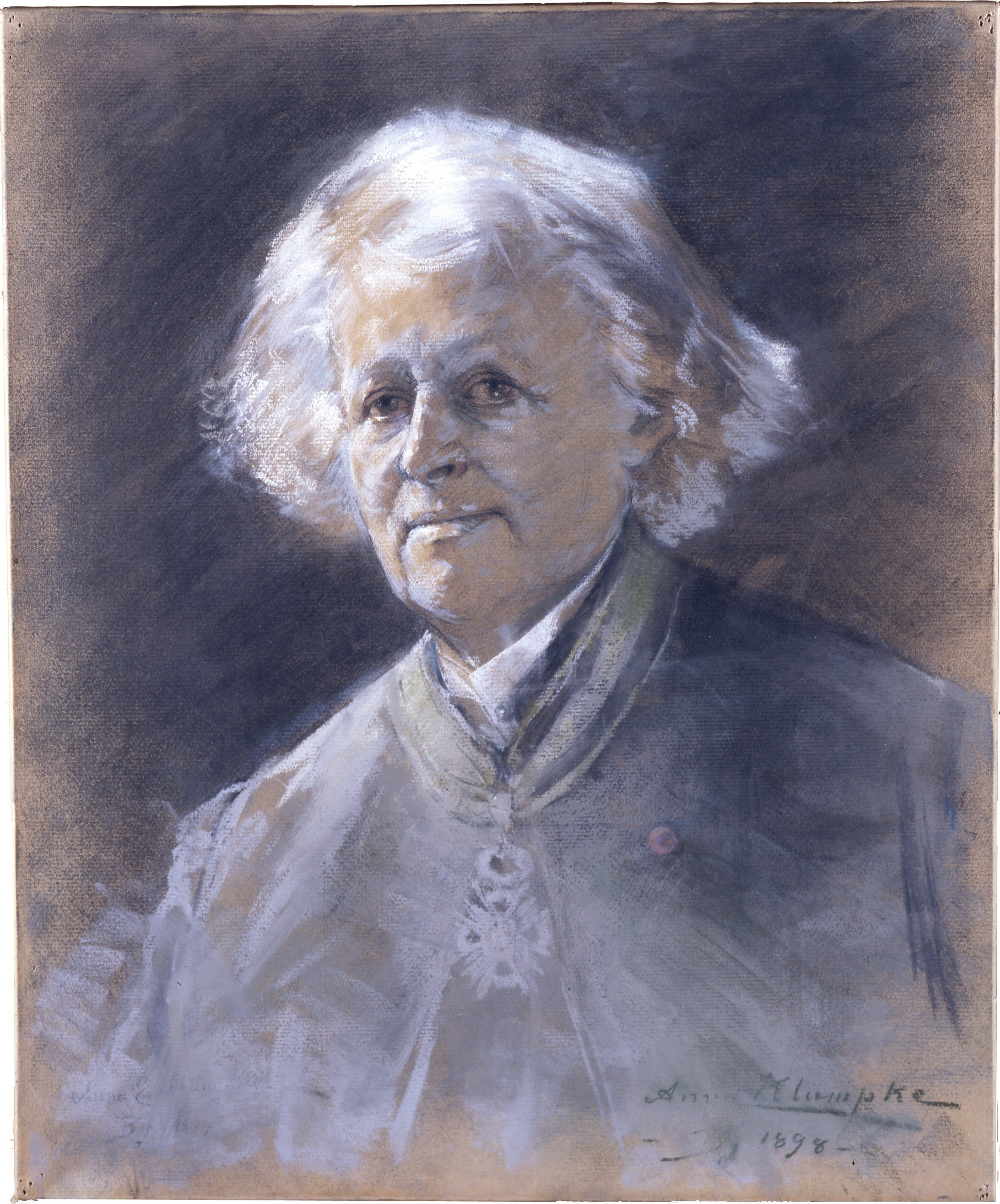
「ローザ・ボヌールの肖像」(1898)
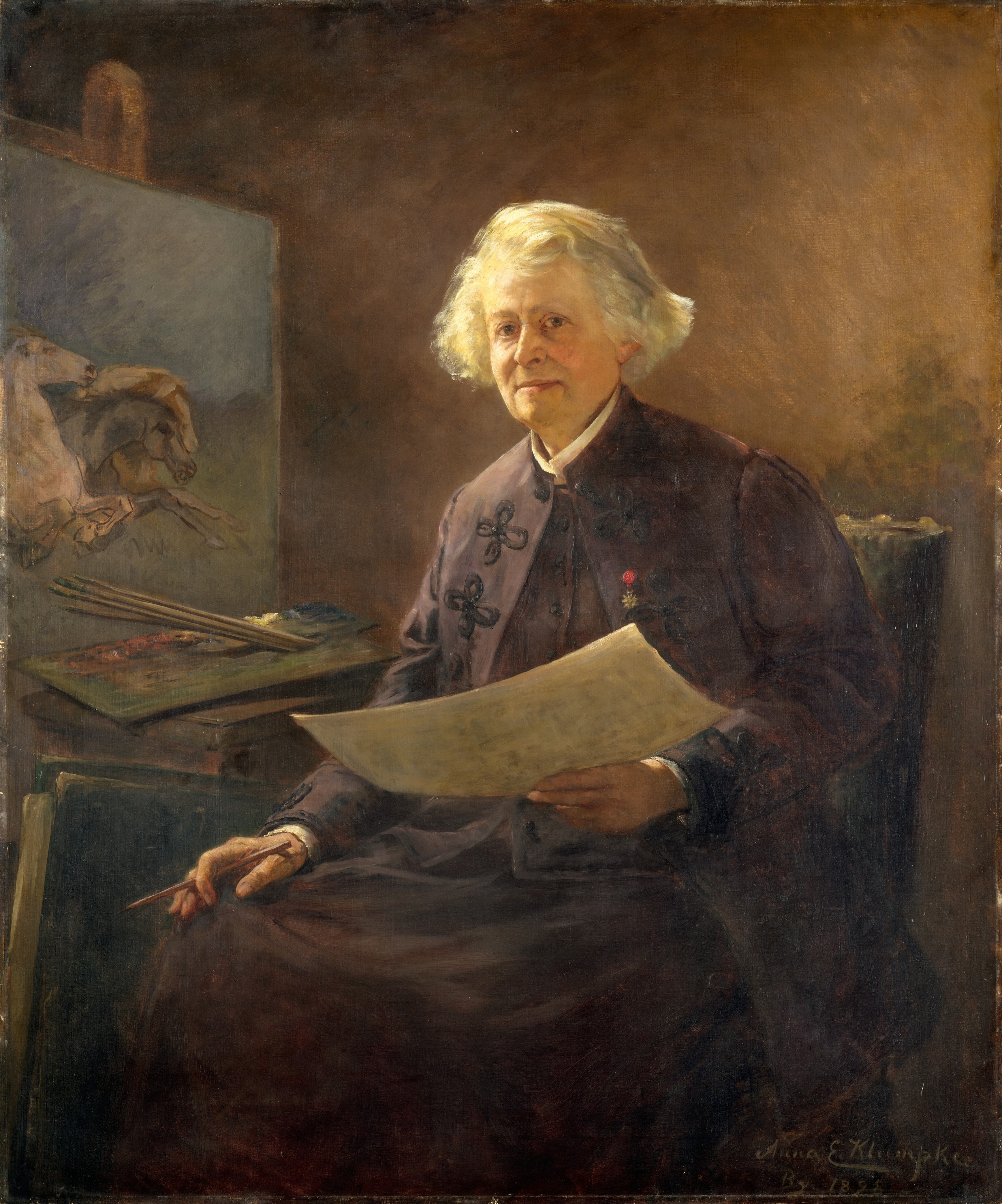
「ローザ・ボヌールの肖像」(1898)
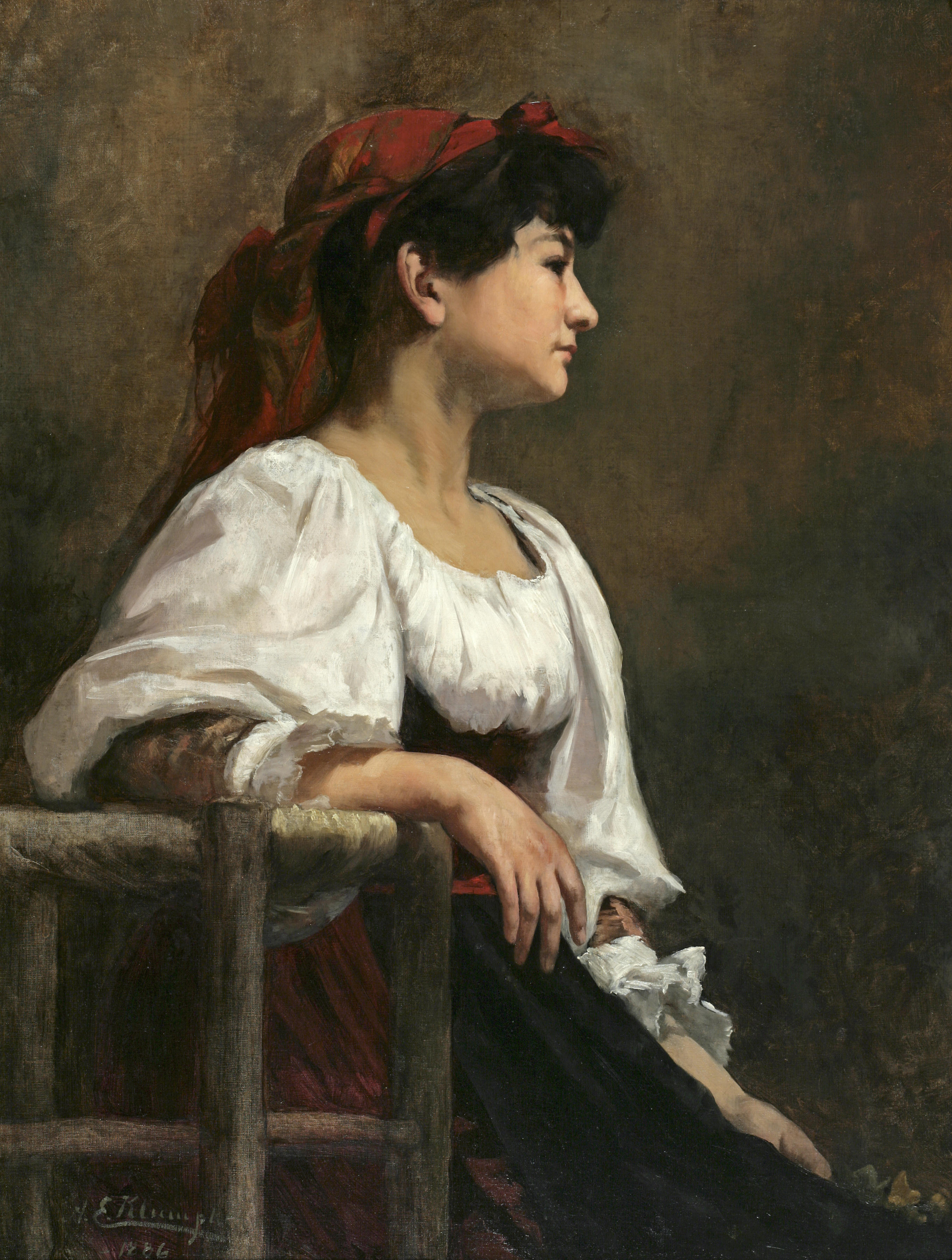
赤い髪飾りの女性の座像(1886)
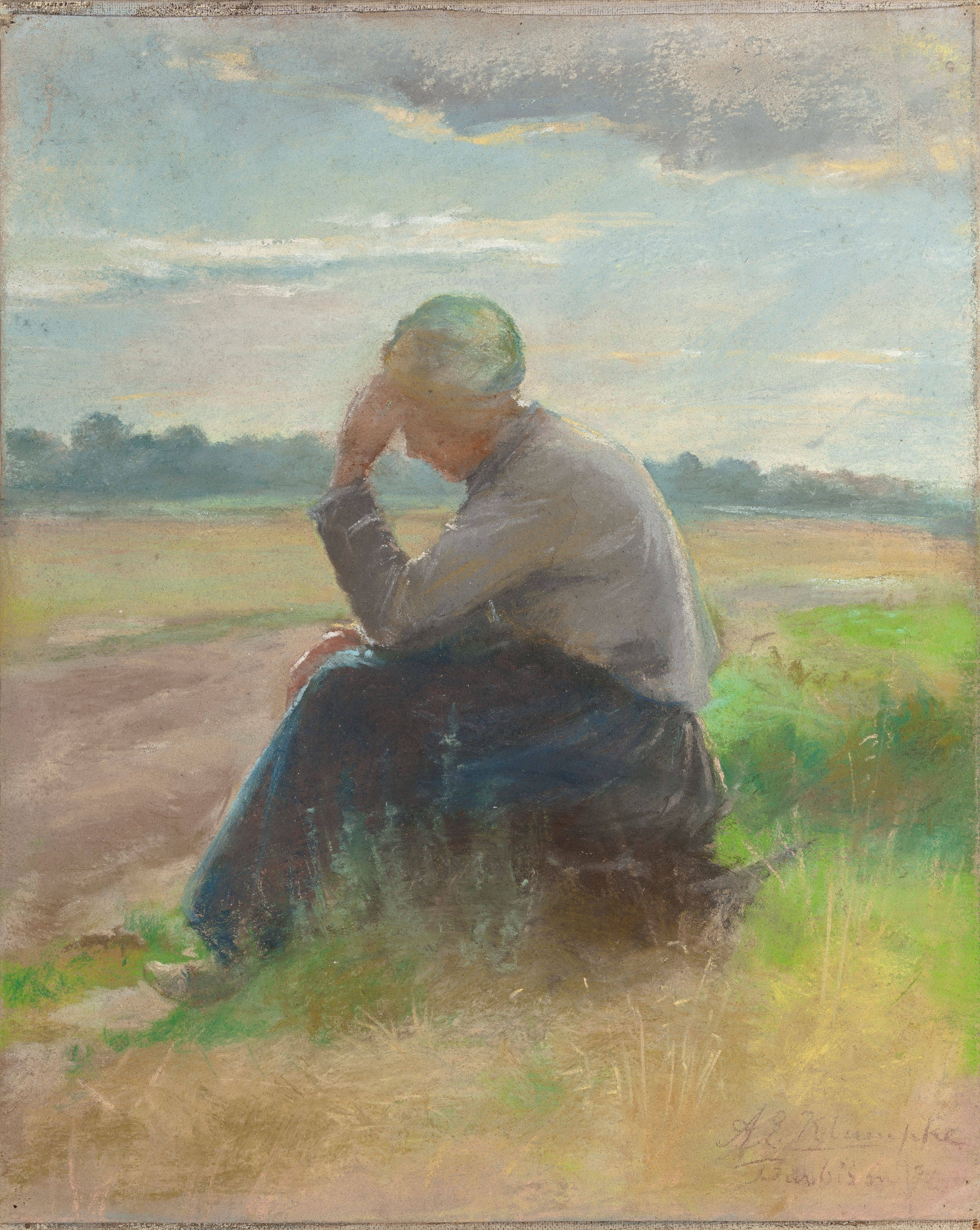
休憩の時間 (1891)